# Naby Keïta
Naby Laye Keïta (10 de febrer de 1995) és un futbolista professional guineà que juga com a centrecampista pel Werder Bremen i per l'equip nacional guineà.

## Palmarès
Red Bull Salzburg
- 2 Lliga austríaca: 2014-15, 2015-16
- 2 Copa austríaca: 2014-15, 2015-16

Liverpool FC
- 1 Campionat del Món de Clubs: 2019
- 1 Lliga de Campions de la UEFA: 2018-19
- 1 Supercopa d'Europa: 2019
- 1 Premier League: 2019-20
- 1 Copa anglesa: 2021-22
- 1 Copa de la Lliga anglesa: 2021-22
- 1 Community Shield: 2022